# 日産・R92CP
日産R92CPは、1992年全日本スポーツプロトタイプカー耐久選手権（JSPC）用に日産自動車が製作したグループCカー。前作日産・R91CP同様、全て日産社内で作られた純国産車である。

## 概要
エンジンは3.5リッターV型8気筒ツインターボのVRH35Zを搭載。1992年JSPC全6戦、および1993年鈴鹿1000kmの参加した計7戦全戦で優勝（クラス優勝2戦含む）。1992年JSPCグループC1部門のドライバーズ（星野一義）・メイクスの二冠タイトルを獲得。
R92CPは、基本的には前年度のR91CPの改良発展型であり、R91CPとは外観的な差異は大きくない。顕著な差異は、フロントフェンダー上部のエアアウトレットで、R91CPまではルーバー状だったものがR92CPではJSPC第4戦菅生から開閉するフラップ状になったこと程度であり、前部に位置するラジエータ、同じく前部に開口するインタークーラー用ダクト、特徴的なブレーキ冷却用エアインレットなどは、そのまま継承されている。
サスペンションの設計については、R91CPでは扱いやすさを狙ってレーシングカーとしては高めに設定されていたロールセンターは、常識的なレベルまで下げられ、コーナリング性能は一段と向上し、タイヤへの負担も小さくなった。また、ホイール径がR90CP、R91CPではフロント17インチ/リヤ19インチであったが、R92CPではフロント17インチ/リヤ18インチに改められた。
エンジンはV型8気筒3549 ccのVRH35Zが改良の上継承されている。トランスミッションも、引き続きヒューランド社製5速VGCが採用されているが、R91CPと同様に内部のギアだけが使用されており、ル・マンなどで強度不足の問題が出たミッションケースは日産内製で作りなさおれている。
燃費規定のグループCカー（カテゴリー2）として、日本メーカーによって製造されたマシンの中では事実上最強であったが、このカテゴリーは国際的には2年前（1990年）に終了しており、1992年シーズン用のマシンを製作したメーカーは日産だけである。

## 戦績
1992年のJSPCに日産/NISMOは2台のR92CPをエントリーさせた。前年まで日産と激しくタイトルを争っていたトヨタは1992年シーズンはSWCに注力することになりJSPCではトムス、サード、トラストの各トヨタユーザーの後方支援をするにとどまった。
1号車は星野一義/鈴木利男組のドライブで参戦。開幕戦の鈴鹿500kmはサスペンションを傷めて9位となったが、第2戦富士1000kmでポール・トゥ・ウィンを記録。第3戦富士500マイルではニュー・モノコックを投入してきたトムスの92C-Vを抑えて連勝。第4戦菅生500kmでは全車を周回遅れにしての3連勝を達成した。第5戦富士1000kmでは、トヨタの投入したSWCマシン・TS010に敗れ総合2位に終わるもクラス優勝し、星野/鈴木組のドライバー・タイトルが確定。最終戦の美祢500kmでは鈴木利男がニューマシン・NP35のドライブを担当することになり、代わって和田孝夫が星野のパートナーとなった。1号車はシーズン2度目のポールポジションを獲得し、総合2位とクラス優勝を獲得。星野は2年連続でドライバー・タイトルを獲得した。
24号車は開幕戦で長谷見昌弘/ジェフ・クロスノフ組で参戦した。開幕戦の鈴鹿500kmでポール・トゥ・ウィンを達成。しかし第2戦富士1000kmでは4位に終わり、第3戦富士500マイル、第4戦菅生500kmでは2戦連続でポールポジションを獲得するも、レースではそれぞれ5位と4位で表彰台を逃した。24号車のモノコック個体はレース後半になるとペースが上がらないというクセがあり、それが決勝レースでの不振につながっていた。第5戦富士1000kmからはテストで負傷したクロスノフに代わって影山正彦（これまでもサード・ドライバーとして登録されていた）が長谷見のパートナーとなった。第5戦・富士1000kmでは総合5位・クラス4位、最終戦・美祢500kmでは総合6位・クラス4位に入賞した。
1993年になるとJSPCの参戦台数が減少し、レース成立台数に満たないという問題が発生。同年の鈴鹿1000kmがR92CPの最後の出場レースとなった。チーム・ルマン・NISMO合同チームからのエントリーで鈴木利男と和田孝夫がステアリングを握った。最上位のグループCクラスにはルマン・NISMO以外にはノバ・エンジニアリングの日産・R93CKの1台のみで、優勝争いは日産勢同士による一騎討ちとなった。ICL参戦のために大がかりなモディファイを施したノバのR93CKに対し、1992年12月に1度テストを行っただけのR92CPは予選、決勝とも苦戦を強いられたが、レース終盤に逆転し優勝した。
以降もSUGO、富士、MINEでのJSPC開催スケジュールが予定されていたが、参戦台数を確保できず中止となり、1993年のJSPCは選手権自体が不成立となった。結果的に前年の1992年をもってJSPCは終焉を迎えた事となった。